# Кейлуд
Кейлу́д (рос. Кейлуд) — присілок у складі Сюмсинського району Удмуртії, Росія.
Населення — 21 особа (2010; 15 в 2002).
Національний склад (2002):
- удмурти — 53 %
- росіяни — 40 %

## Урбаноніми[3]
- вулиці — Паріна